# Pagyda sounanalis
Pagyda sounanalis là một loài bướm đêm trong họ Crambidae.